# Jeanne-Philiberte Ledoux
Pour les articles homonymes, voir Ledoux.
Jeanne-Philiberte Ledoux, née à Paris en 1767 et morte le 12 octobre 1840 à Belleville, est une artiste peintre française.

## Biographie
Jeanne-Philiberte Ledoux est l'élève de Jean-Baptiste Greuze et adopte un style très proche de celui-ci.
Elle expose pour la première fois au Salon de 1793. On la retrouve ensuite régulièrement, exposant dans les Salons, jusqu'au Salon de Douai de 1823. Elle meurt dans la misère en 1840.

## Œuvre
Elle délaisse progressivement les scènes de genre moralisantes prisés par Greuze et les thèmes allégoriques dans le goût du XVIIIe siècle, pour les portraits et miniatures. Un de ses rares portraits d'une personnalité politique représente Danton.
- Dame inconnue, (diam) 6,2 cm, Miniatures, Nationalmuseum, Stockholm[4]
- Jeune fille tenant une raquette, huile sur toile, 46 × 38 cm, Collection privée, Vente Couturier Nicolay 1990
- Portrait d'une jeune fille, pastel sur papier monté sur carton, 40 × 34 cm, Musée national des Beaux-Arts (Argentine)
- Buste de jeune fille, huile sur toile, 46 × 38 cm, Musée des beaux-arts de Pau[5]
- Buste d'une jeune fille, huile sur toile, 45 × 35 cm
- Portrait de jeune garçon, huile sur toile, 40 × 32 cm, Musée du Louvre[6]
- Jeune Fille aux yeux levés vers le ciel, huile sur toile, vers 1830, 46,3 × 38 cm, Musée national Magnin, Dijon[7]
- Femme à l'éventail, dessin, 15,2 × 22,3 cm, Musée municipal de La Roche-sur-Yon[8]
- Femme surprise par Cupidon, dessin, 15,5 × 22,4 cm, Musée municipal de La Roche-sur-Yon[9]

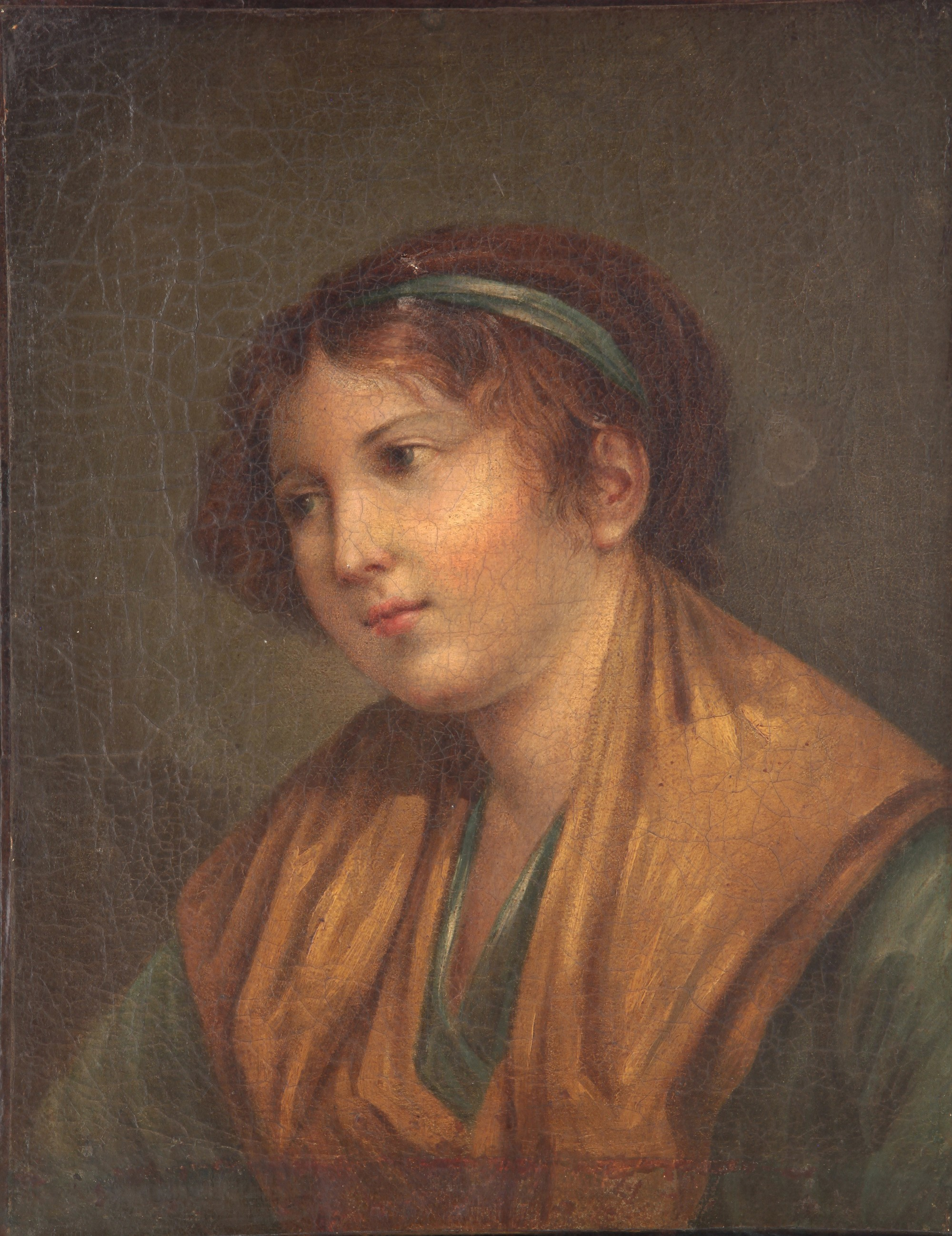
Buste de jeune fille, huile sur toile Musée national des Beaux-Arts, Buenos Aires.
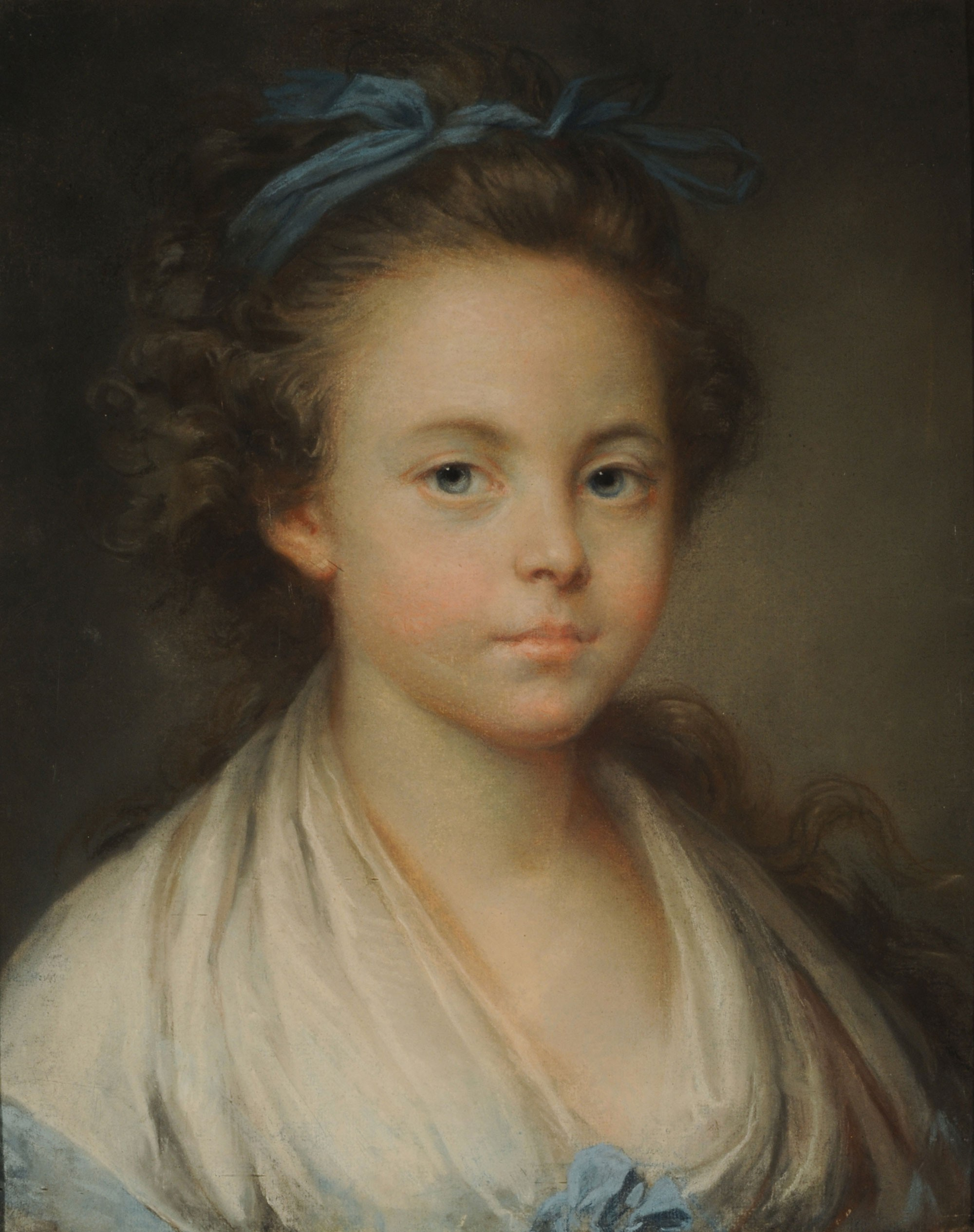
Portrait de jeune fille, pastel sur papier Musée national des Beaux-Arts, Buenos Aires.
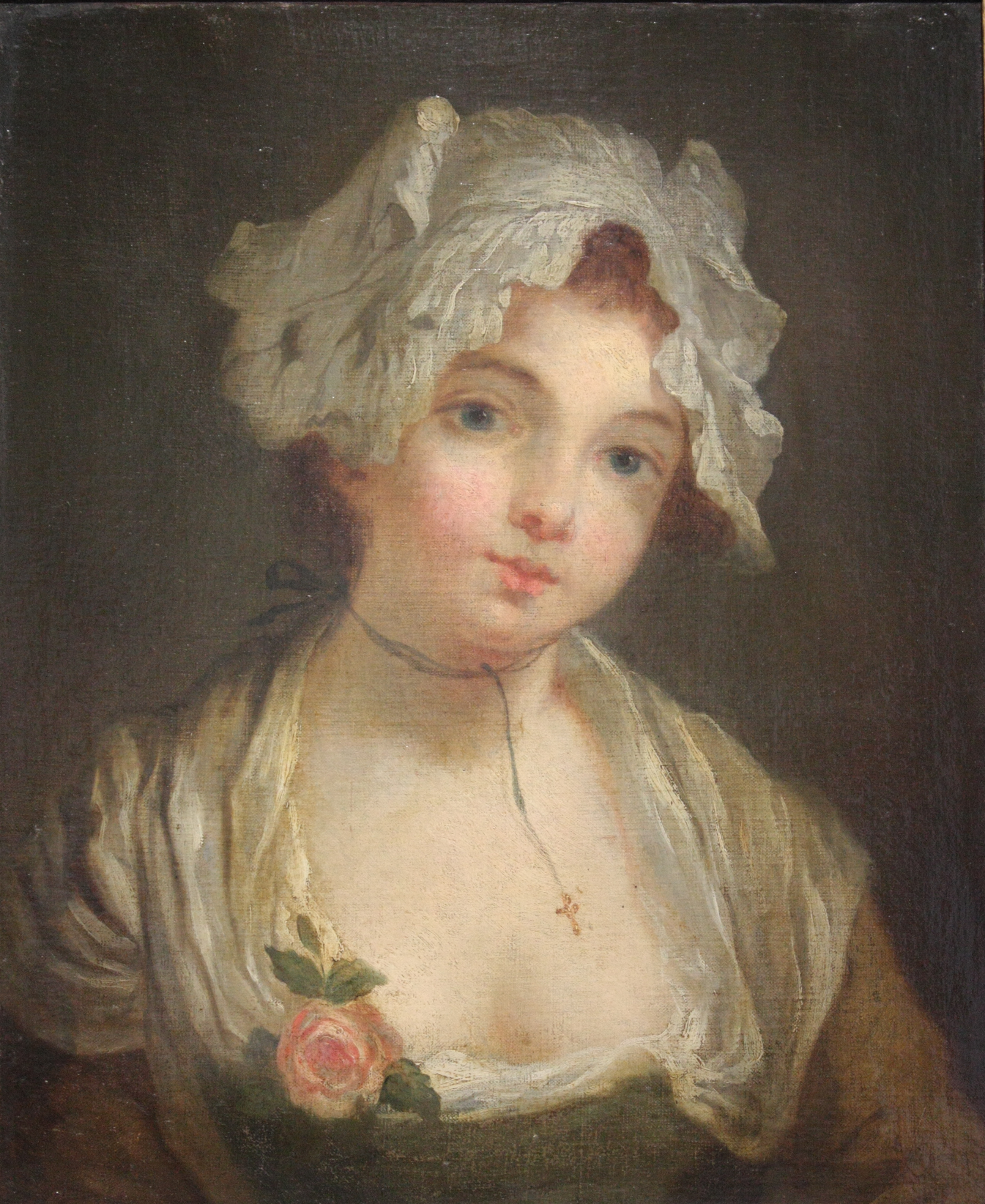
Buste de jeune fille, huile sur toile Musée des beaux-arts de Pau.
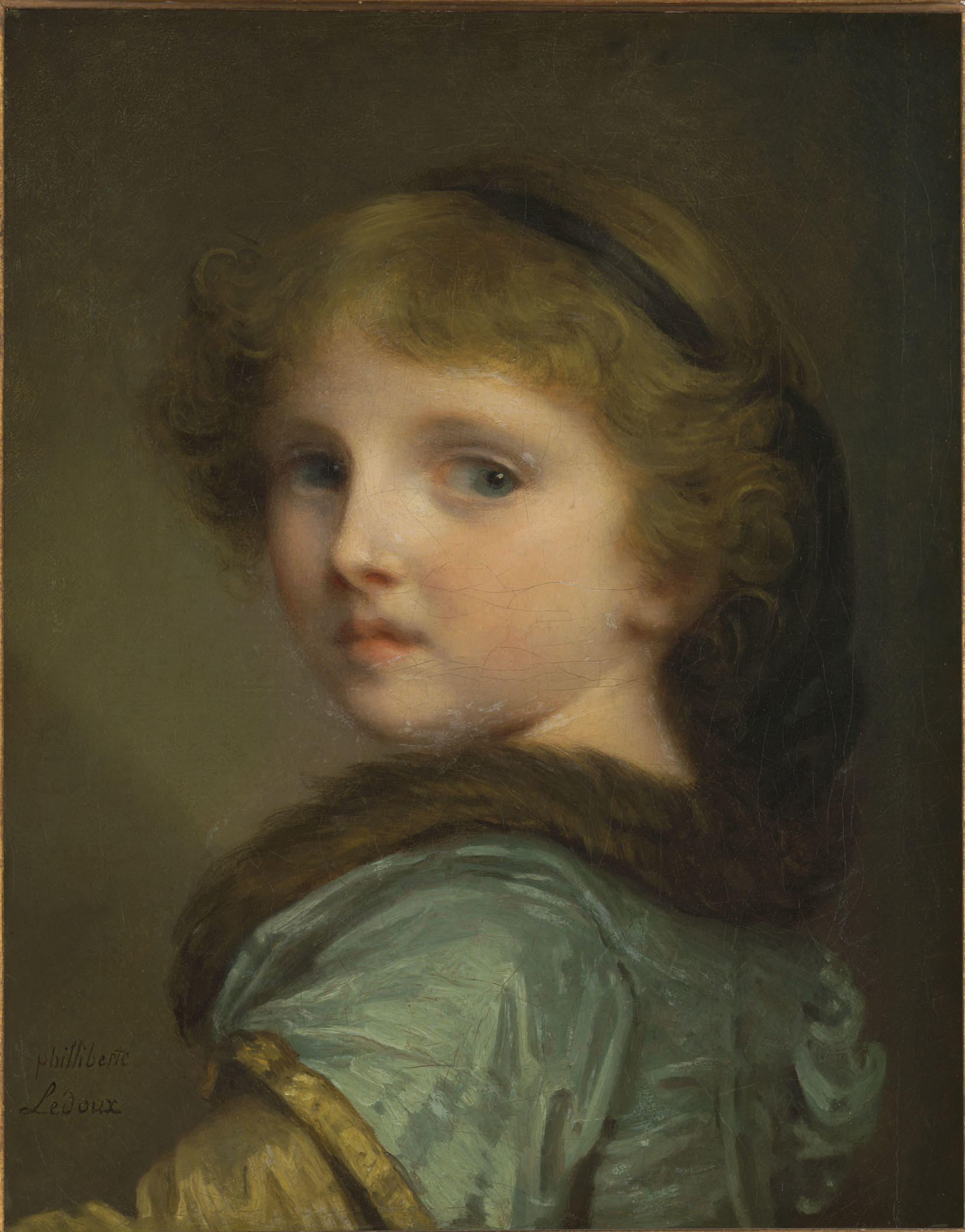
Buste de jeune fille, avant 1840 huile sur toile.
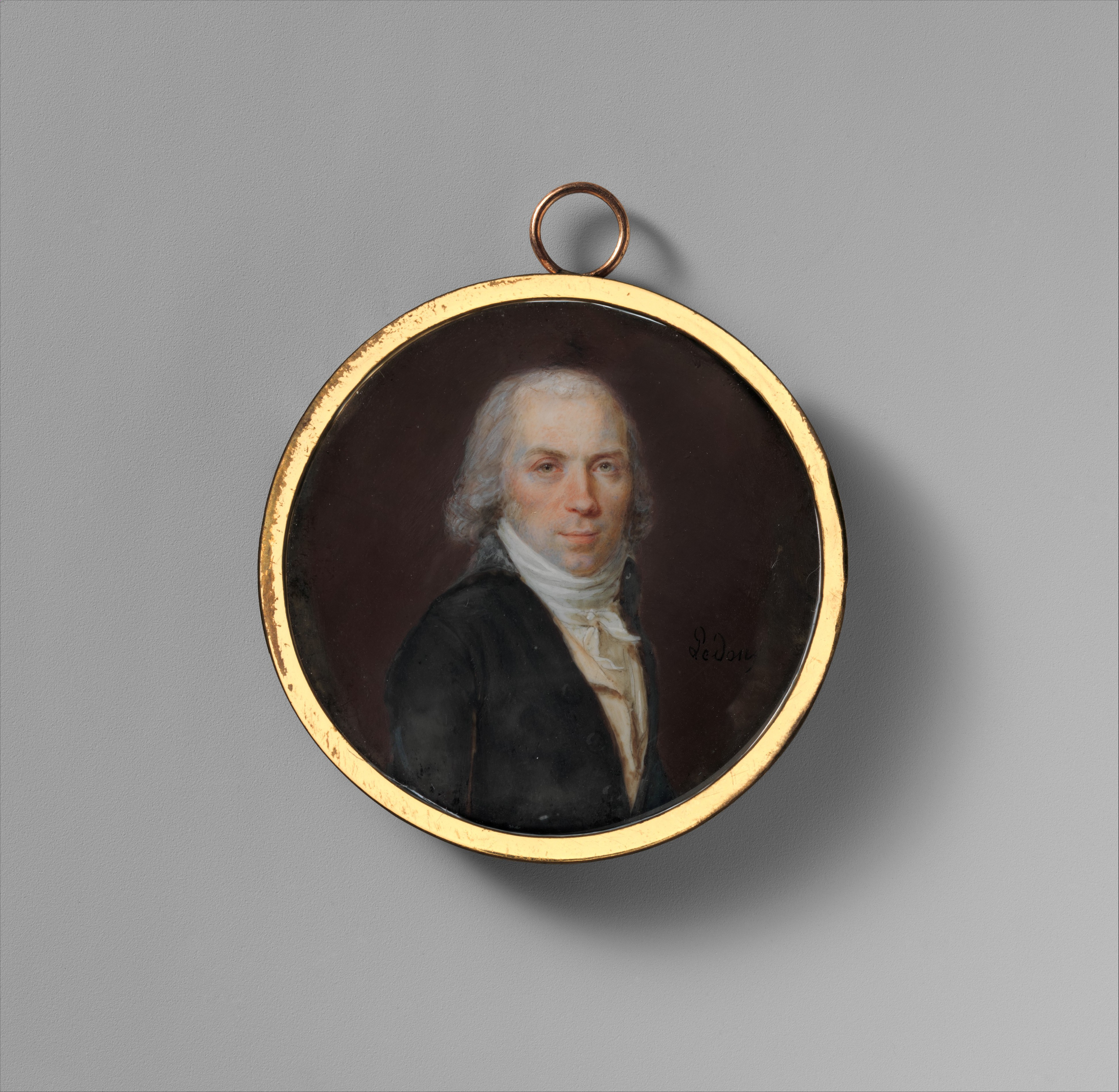
Homme inconnu, vers 1790 miniature sur ivoire Metropolitan Museum of Art, New York.
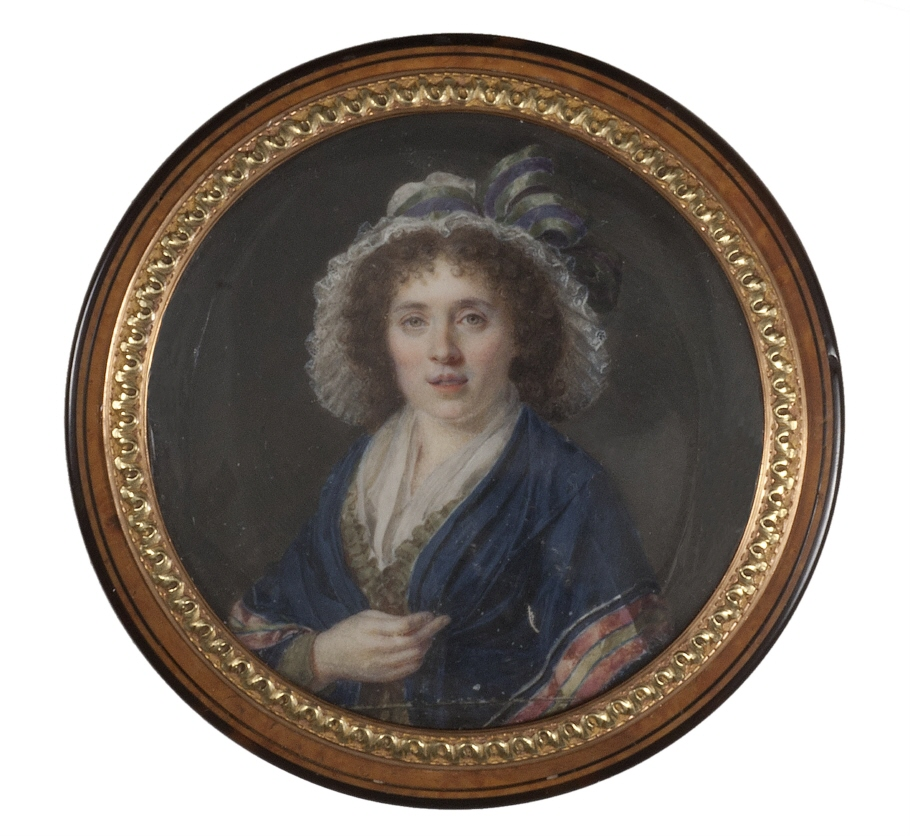
Dame inconnue, miniature Nationalmuseum, Stockholm.